# مستشفي السويس الجامعي
مستشفي السويس الجامعي هو مستشفي جامعي تابعة لجامعة السويس.

## الوصف
وتبلغ مساحة المستشفى 40 ألف متر ومكونة من ثلاثة مبان، وهى المبنى الرئيسى، ويتكون من دور بدروم ودور أرضى، وتم إضافة دور ثانى للمستشفى بإجمالى ارتفاع يبلغ 13.40 م، بالإضافة إلى مبنى المستشفى ويحتوى على 260 سرير إقامة، و15 غرفة للعمليات الجراحية، و22 سرير غسيل كلوى، و23 سرير عناية مركزة، و25 حضّانة، و17 عيادة خارجية، بجانب 6 معامل وأشعة، كما تضم مستشفى السويس الجامعى مبنى الخدمات، والذى يتكون من دور أرضى وأول وثان يشمل غرف الكهرباء، والمحولات، وسكن الأطباء والتمريض.
مباني المستشفى الذي يُقام على مساحة 40000 متر مربع، ويضم 3 مباني رئيسية هي: (مبنى المستشفى الرئيسي، ومبنى الخدمات، وخزان المياه والحريق)، ويتكون مبنى المستشفى الرئيسي من بدروم وأرضي وأول وثاني ومسطح بإجمالي أسرة تبلغ 360 سريرًا و15 غرفة عمليات (13 عمليات و2 مناظير)، و26 سريرًا للطوارئ، و22 سريرًا للغسيل الكلوي، و23 سريرًا للعناية المركزة، و25 حضانة للأطفال ضمن قسم حضانات المُبتسرين وحديثي الولادة.
ويضم مبنى العيادات الخارجية 17 عيادة متنوعة التخصصات و6 معامل تحاليل (4 معامل مركزية وأشعة للعيادات وأشعة للطوارئ)، بالإضافة إلى 6 غرف للأشعة (4 غرف مركزية وغرفة أشعة للعيادات وغرفة أشعة للطوارئ)، ويشمل البدروم (المغسلة والمشرحة وملحقاتهم)، بالإضافة إلى المخازن الطبية.